# Sparedrus hurkai
Sparedrus hurkai es una especie de coleóptero de la familia Oedemeridae.

## Distribución geográfica
Habita en Pakistán.